# Festival GoEast 2019
Le Festival GoEast 2019, 19e édition du festival, se déroule du 10 au 16 avril 2019.

## Déroulement et faits marquants
Le film russe Acid (Кислота) de Alexandre Gortchiline remporte le Lily d'or du meilleur film. Le prix du meilleur réalisateur est remis à Adilkhan Yerzhanov pour le film kazakh La Tendre Indifférence du monde (Laskovoe bezrazlichie mira); ce film reçoit aussi le prix Fipresci du meilleur film.

## Sélection

### En compétition
- Take Me Somewhere Nice de Ena Sendijarević  Bosnie-Herzégovine  Pays-Bas
- His Master's Voice (Az Úr hangja) de György Pálfi  Hongrie
- White Mama (Белая мама) de Zosya Rodkevich et Evgeniya Ostanina  Russie
- Moments (Chvilky) de Beata Parkanová  République tchèque  Slovaquie
- Home Games (Domashni Igri) de Alisa Kovalenko  Ukraine
- End of Season de Elmar Imanov  Azerbaïdjan  Géorgie
- Dieu existe, son nom est Petrunya (Gospod postoi, imeto i' e Petrunija) de Teona Strugar Mitevska  Macédoine du Nord
- Hungary 2018 de Eszter Hajdú  Hongrie
- Jan Palach de Robert Sedláček  République tchèque  Slovaquie
- The Stone Speakers (Druga strana svega) de Igor Drljača  Serbie
- Acid (Кислота) de Alexandre Gortchiline  Russie
- La Tendre Indifférence du monde (Laskovoe bezrazlichie mira) de Adilkhan Yerzhanov  Kazakhstan
- Moon Hotel Kabul de Anca Damian  Roumanie
- Nëntor i Ftohtë de Ismet Sijarina  Kosovo  Albanie  Macédoine du Nord
- The Riddle of Jaan Niemand (Põrgu Jaan) de Kaur Kokk  Estonie
- Acid Forest (Rūgštus miškas) de Rugilė Barzdžiukaitė  Lituanie
- Strip and War de Andrei Kutsila  Biélorussie  Pologne

### Bioskop
- 8'19'' de Petar Valchanov, Lubomir Mladenov, Theodor Ushev, Nadejda Koseva, Vladimir Ljuckanov et Kristina Grozeva  Bulgarie
- The Song of the Tree (Darak yry) de Aibek Daiyrbekov  Kirghizistan  Russie
- Border Cut (Graniczne Cięcie) de Igor Chojna  Pologne
- Crystal Swan de Darya Zhuk  Biélorussie  Russie
- Bridges of Time (Laika Tilti) de Audrius Stonys et Kristīne Briede  Lettonie  Lituanie  Estonie
- Trash on Mars de Benjamin Tuček  République tchèque
- Neighbors (Mezoblebi) de Gigisha Abashidze  Géorgie
- Sunset de László Nemes  Hongrie
- The Trial de Sergei Loznitsa  Pays-Bas
- Putin's Witnesses de Vitali Manski  Lituanie

### Everything stays different - the wild 90es
- Allemagne année 90 neuf zéro de Jean-Luc Godard  France  Allemagne
- Le Chêne de Lucian Pintilie  Roumanie  France
- Engelchen de Helke Misselwitz  Allemagne
- Trois Histoires de Kira Mouratova  Russie  Ukraine
- L'Évasion du cinéma Liberté de Wojciech Marczewski  Pologne
- Chère Emma de István Szabó  Hongrie  Allemagne

### Hommage àKrzysztof Zanussi
- Le Camouflage (Barwy ochronne)
- Bilan trimestriel (Bilans kwartalny)
- La Constante (Constans)
- Ether (Eter)
- Illumination (Illuminacja)
- Spirala
- La Structure de cristal (pl) (Struktura kryształu)
- La Mort d'un provincial (Śmierć prowincjała)

### Séances spéciales
- Ederlezi Rising de Lazar Bodroža  Serbie
- Zefiro Torna or Scenes from the Life of George Maciunas de Jonas Mekas  États-Unis
- The Man with the Magic Box (Człowiek z magicznym pudełkiem) de Bodo Kox  Pologne
- L'anniversaire de la révolution de Dziga Vertov  Union soviétique
- Gorilla Bathes at Noon de Dušan Makavejev  Yougoslavie
- Kanun de Kida Ramadan et Til Obladen  Albanie
- Ruben Brandt, Collector (Struktura kryształu) de Milorad Krstić  Hongrie
- Blossom Valley (Virágvölgy) de László Csuja  Hongrie

## Palmarès

### En compétition
- Lily d'or du meilleur film : Acid (Кислота) de Alexandre Gortchiline
- Prix du meilleur réalisateur : Adilkhan Yerzhanov pour La Tendre Indifférence du monde (Laskovoe bezrazlichie mira)
- Prix de la diversité culturelle : Home Games (Domashni Igri) de Alisa Kovalenko
- Mention spéciale : Cold November (Nëntor i Ftohtë) de Ismet Sijarina
- Prix Fipresci du meilleur film : La Tendre Indifférence du monde (Laskovoe bezrazlichie mira) de Adilkhan Yerzhanov
- Prix Fipresci du meilleur documentaire : Strip and War de Andrei Kutsila